# Souris à grandes oreilles peinte
Auliscomys pictus
Espèce
Statut de conservation UICN

 LC  : Préoccupation mineure
La souris à grandes oreilles peinte (Auliscomys pictus) est une espèce de rongeur de la famille des Cricetidés. Elle est présente en Bolivie et au Pérou.